# 廣井良典
廣井 良典（広井良典、ひろい よしのり、1961年4月27日- ）は、日本の研究者。京都大学名誉教授。専攻は公共政策、科学哲学。社会保障、医療、環境、都市・地域等に関する政策研究から、ケア、死生観、時間、コミュニティ等の主題をめぐる哲学的考察まで、幅広い活動を行っている。環境・福祉・経済を統合した「定常型社会＝持続可能な福祉社会」を提唱。
『コミュニティを問いなおす』（ちくま新書、2009年）で第9回大佛次郎論壇賞受賞。『日本の社会保障』（岩波新書、1999年）で第40回エコノミスト賞　受賞。2008年第34回山崎賞受賞。『人口減少社会のデザイン』（東洋経済新報社、2019年）で第10回不動産協会賞受賞。他の著書に『ケアを問いなおす』（ちくま新書、1997年）、『定常型社会』（岩波新書、2001年）、『死生観を問いなおす』（ちくま新書、2001年）、『創造的福祉社会』（同、2011年）、『ポスト資本主義』（岩波新書、2015年）、『無と意識の人類史』（東洋経済新報社、2021年）、『科学と資本主義の未来』（同、2023年）など多数。

## 略歴
- 岡山県出身[5]
- 1980年 - 灘高等学校卒[6]、東京大学文科一類入学。
- 1984年 - 東京大学教養学部（科学史・科学哲学専攻）卒業。
- 1986年 - 東京大学大学院総合文化研究科（相関社会科学専攻）修士課程修了。
- 1986年 - 1996年 - 厚生省勤務。この間、マサチューセッツ工科大学(MIT)大学院留学（1988-1990年、政治学修士）。
- 1996年 - 千葉大学法経学部助教授。
- 2001年 - 2002年 - マサチューセッツ工科大学客員研究員(Visiting Scholar, Department of Political Science)。
- 2002年 - 2004年 東京大学先端科学技術研究センター客員助教授・客員教授
- 2003年 - 2016年 千葉大学法経学部教授。（2016年より法政経学部客員教授）
- 2016年 - 京都大学こころの未来研究センター教授
- 2022年 - 京都大学人と社会の未来研究院教授（組織再編により名称変更）
- 2025年 - 京都大学名誉教授

この間、 
- 小渕総理の私的諮問機関「２１世紀日本の構想」懇談会・第２分科会（豊かさと活力）委員（1999年）
- 21世紀COE「持続可能な福祉社会に向けての公共研究」拠点リーダー（2004年 - 2009年）
- トヨタ財団地域社会プログラム委員（2004年 - 2008年）
- 国際協力機構 (JICA) 社会保障分野課題別支援委員会委員（2005年 - ）
- 日本医療政策機構理事（2005年 - ）
- 環境省・超長期ビジョン検討会委員（2006年 - 2007年）
- 横浜市経営諮問委員会委員（2006年 - ）
- 国際協力機構 (JICA) 中国農村社会養老保険制度整備調査団アドバイザー（2006年 - 2009年）
- 文部科学省科学技術・学術審議会専門委員（脳科学委員会）（2007年 - ）
- 朝日新聞・書評委員（2008年 - 2010年）、論壇委員会委員（2010年）
- 教育再生懇談会委員（2009年）
- 国土交通省・土地利用計画制度研究会委員（2009年 -10年）
- 内閣府・幸福度に関する研究会委員（2010年 -13年）
- 朝日新聞・ニッポン前へ委員会委員（2011年－13年）
- 東京都荒川区・自治総合研究所客員研究員（2011年 - ）
- 横浜市・環境未来都市推進会議委員（2011年-　）
- 内閣府・総合特区評価・調査検討会委員（2011 -13年 ）
- 厚生労働省・統合医療のあり方に関する検討会委員（2012年 - 13年）
- 総務省・緑の分権改革の効果の評価手法に関する研究会委員（2012-13年）
- 環境省・環境共生型地域づくりに向けた検討会委員（2014－15年）
- 国土交通省・国土審議会専門委員（住み続けられる国土専門委員会）（2016-19年）
- 特別区長会調査研究機構・顧問（2018年－）
- 国土交通省・国土審議会国土の長期展望専門委員会委員（2019－21年）
- 環境省・次期生物多様性国家戦略研究会委員（2019－21年）
- 経済産業省・地域の持続可能な発展に向けた政策の在り方研究会委員（2020年－21年）
- 内閣府・選択する未来２．０懇談会委員（2020－21年）
- 第36回（2021）京都賞（思想・芸術部門）審査委員会委員
- 科学技術・学術政策研究所客員研究官（2021－23年）
- 国土交通省・国土審議会特別委員（2021年－）
- 経済産業省・産業構造審議会地域経済産業分科会委員（2021年－）
- 総務省・過疎問題懇談会委員（2021年－）
- 環境省・中央環境審議会専門委員（2021年－）
- 科学技術振興機構・未来社会創造事業研究開発運営会議委員（2021－22年）
- 経済産業省・今後の地域経済社会の再構築に向けた検討会委員（2022年）
- 環境省・炭素中立型経済社会変革検討小委員会委員（2022年）
- 環境省・第六次環境基本計画に向けた基本的事項に関する検討会委員（2022ー23年）
- 文部科学省科学技術・学術政策研究所・第12回科学技術予測調査（デルファイ調査）横断的社会課題分科会委員（2023年－）
- 外務省・国際社会の持続可能性に関する有識者懇談会委員（2024年－）

等を歴任。

## 著書

### 単著
- 『エイプリルシャワーの街で―MIT「マサチューセッツ工科大学」で見たアメリカ』（相川書房、1990年）
- 『アメリカの医療政策と日本―科学・文化・経済のインターフェイス』（勁草書房、1992年） - 吉村賞受賞
- 『生命と時間―科学・医療・文化の接点』（勁草書房、1994年）
- 『医療の経済学』（日本経済新聞社、1994年）
- 『遺伝子の技術、遺伝子の思想―医療の変容と高齢化社会』（中公新書、1996年）
- 『医療保険改革の構想』（日本経済新聞社、1997年）
- 『ケアを問いなおす―「深層の時間」と高齢化社会』（ちくま新書、1997年）
- 『日本の社会保障』（岩波新書、1999年） - 第40回エコノミスト賞受賞
- 『ケア学―越境するケアへ』（医学書院、2000年）
- 『定常型社会―新しい「豊かさ」の構想』（岩波新書、2001年）
- 『死生観を問いなおす』（ちくま新書、2001年）
- 『生命の政治学―福祉国家・エコロジー・生命倫理』（岩波書店、2003年）のち岩波現代文庫
- 『脱「ア」入欧―アメリカは本当に「自由」の国か』（NTT出版、2004年）
- 『ケアのゆくえ科学のゆくえ』（岩波書店 、2005年）
- 『持続可能な福祉社会―「もうひとつの日本」の構想』（ちくま新書、2006年）
- 『グローバル定常型社会 地球社会の理論のために』（岩波書店 2009年）
- 『コミュニティを問いなおす つながり・都市・日本社会の未来』（ちくま新書、2009年）
- 『創造的福祉社会―「成長」後の社会構想と人間・地域・価値』（ちくま新書、2011年）
- 『人口減少社会という希望――コミュニティ経済の生成と地球倫理』（朝日選書、2013年）
- 『ポスト資本主義 科学・人間・社会の未来』岩波新書 2015
- 『持続可能な医療――超高齢化時代の科学・公共性・死生観』（ちくま新書、2018年）
- 『人口減少社会のデザイン』（東洋経済新報社、2019年）
- 『無と意識の人類史――私たちはどこへ向かうのか』（東洋経済新報社、2021年）
- 『科学と資本主義の未来――〈せめぎ合いの時代〉を超えて』（東洋経済新報社、2023年）

### 編著
- 『医療改革とマネジドケア――選択と競争原理の導入』（東洋経済新報社、1999年）
- 『「老人と子ども」統合ケア――新しい高齢者ケアの姿を求めて』（中央法規出版、2000年）
- 『「環境と福祉」の統合』（有斐閣、2008年）
- 『ケアとは何だろうか――領域の壁を超えて』（講座ケア（新たな人間－社会像に向けて）第1巻）（ミネルヴァ書房、2013年）。
- 『福祉の哲学とは何か――ポスト成長時代の幸福・価値・社会構想』（ミネルヴァ書房、2017年）
- 『商店街の復権――歩いて楽しめるコミュニティ空間』（ちくま新書、2024年）

### 共編著
- （山崎泰彦）『社会保障論』（ミネルヴァ書房、2001年 / 一部改訂版、2003年 / 第3版、2005年）
- （駒村康平）『アジアの社会保障』（東京大学出版会、2003年）
- （早坂裕子）『みらいを拓く社会学―看護・福祉を学ぶ人のために』（ミネルヴァ書房、2004年）
- （早坂裕子）『みらいに架ける社会学―情報・メディアを学ぶ人のために』（ミネルヴァ書房、2006年）
- （沈潔）『中国の社会保障改革と日本 アジア福祉ネットワークの構築に向けて』（ミネルヴァ書房、2007年）
- （小林正弥）『コミュニティ』（双書「持続可能な福祉社会へ――公共性の視座から」第1巻）（勁草書房、2010年）
- 『知の現在と未来 岩波書店創業百年記念シンポジウム』管啓次郎,高橋源一郎,長谷川一,柄谷行人,金子勝,國分功一郎,堤未果,丸川哲史共著 岩波書店 2014
- 『2100年へのパラダイム・シフト 日本の代表的知性50人が、世界/日本の大変動を見通す』大井浩一共編. 作品社, 2017.3

### 訳書
- エヴリン・F・ケラー『生命とフェミニズム―言語・ジェンダー・科学』（勁草書房、1996年）